# Neslihan Yeldan
Neslihan Yeldan (Istanbul, 25 febbraio 1969) è un'attrice turca, nota per aver interpretato il ruolo di Önem Dincer nella serie Cherry Season - La stagione del cuore (Kiraz Mevsimi) e per quello di Aydan Bolat nella serie Love Is in the Air (Sen Çal Kapımı).

## Biografia
Originaria di Istanbul, Neslihan Yeldan vi è cresciuta con i genitori e il fratello Jengo Cengizhan. Nel 1987 è stata selezionata dall'Università Bilkent di Ankara, dove avrebbe dovuto frequentare il corso di Filologia inglese, tuttavia i genitori si sono opposti a causa della distanza. Dovendo attendere un anno per potersi iscrivere nuovamente all'università, Yeldan ha scelto di dedicarsi a un corso di recitazione e di partecipare a un'audizione teatrale, pensando si trattasse di un'occupazione temporanea. Scoperta la passione per il teatro, Yeldan ha scelto di rinunciare temporaneamente agli studi per dedicarsi alla sua futura professione. Nello stesso anno è entrata a far parte del gruppo teatrale Ortaoyuncular, debuttando nello spettacolo İstanbul’u Satıyorum, diretto da Ferhan Şensoy. Nel 1990 ha collaborato nuovamente con il regista nella commedia Soyut padisah. Oltre a Şensoy, Yeldan ha lavorato con alcuni maestri del cinema e del teatro turco come Münir Özkul, Yılmaz Erdoğan e Demet Akbağ e ha calcato le scene di alcuni storici teatri di Istanbul: Dormen, Duru, İstanbul Halk, Kent Oyuncuları. Yeldan ha dichiarato di considerare Yıldız Kenter la sua mentore, avendo seguito le sue lezioni durante gli studi al Conservatorio statale dell'Università di Istanbul, presso cui si è laureata nel 1995.
Nel 1993 ha ottenuto il suo primo ruolo televisivo nella serie Yaz Evi. Nel 1995 ha recitato nella serie televisiva Bir Demet Theatre interpretando Füreya, uno dei suoi personaggi più noti, entrato nella cultura popolare turca.
Nel 1998 è tornata a teatro con Sen Hiç Ateşböceği Gördün mü?, scritto da Yılmaz Erdoğan e andato in scena al Beşiktaş Kültür Merkezi (BKM), dove è stato registrato e poi distribuito in versione DVD e VCD. Le sue prime esperienze cinematografiche risalgono a quel periodo: entra infatti nei cast di Kaçiklik diplomasi (1998) e Figüran (1999).
Negli anni successivi la sua carriera si alterna fra cinema, teatro e televisione. Nel 2014 presta il volto a una donna vittima di abusi nel film Karinca Kapani, vincendo il premio come migliore attrice al Malatya International Film Festival.
Neslihan Yeldan è nota al grande pubblico turco anche per i ruoli di Sanem nella serie Istanbullu Gelin e della cattiva Onam Dincer in Cherry Season - La stagione del cuore, prodotto televisivo con cui si è fatta conoscere anche dal pubblico asiatico ed europeo.
Nel 2020 e nel 2021 è impegnata contestualmente sul set di Love Is in the Air (Sen Çal Kapımı) con il ruolo di Aydan Bolat e con lo spettacolo teatrale Anlaşılmaz Konuşmalar.
L'attrice è membro della giuria Yapı Kredi Afife Theatre Awards e docente di recitazione all'Accademia di recitazione "Tumay Özokur" di Istanbul.
Neslihan Yeldan è la fondatrice di Nesyeldan, un marchio di abbigliamento che produce abiti e scialli disegnati dall'attrice.

## Vita privata
Neslihan Yeldan ha un figlio, Aslan, nato nel 2007 dal matrimonio con Leo James Felix Pollock, con cui è stata sposata dal 2007 al 2019. Ha un cane a cui è molto legata, che si chiama Yoda.

## Filmografia

### Cinema
- Kaçiklik diplomasi, regia di Tunç Basaran (1998)
- Figüran, regia di Cemal San (1999)
- Organize Isler, regia di Yilmaz Erdogan (2005)
- Veda, regia di Zülfü Livaneli (2010)
- Vücut, regia di Mustafa Nuri (2011)
- Peri Masali, regia di Biray Dalkiran (2014)
- Karinca Kapani, regia di Firat Tanis (2014)
- Deliormanli, regia di Murat Seker (2016)

### Televisione
- Yaz Evi – serie TV (1993)
- Bir Demet Tiyatro – serie TV (1995)
- Tatli Kaçiklar – serie TV (1996)
- Ruhsar – serie TV, episodi 1x1 (1998)
- Kirik Zar, regia di Yücel Yolcu – film TV (2000)
- Vaka-i Zaptiye – miniserie TV (2002)
- Yuvam yikilmasin – serie TV (2003)
- Sapkadan babam çikti – miniserie TV (2003)
- Hersey yolunda – serie TV, episodi 1x1-1x2-1x3 (2004)
- Disi kus – serie TV, 4 episodi (2004)
- Sahra – miniserie TV (2004)
- Kabuslar Evi: Onlara Dokunmak, regia di Cevdet Mercan – film TV (2006)
- Sahte prenses – serie TV, episodi 1x1-1x2-1x3 (2006)
- Kavak Yelleri – serie TV, episodi 3x84 (2009)
- Dürüye'nin gügümleri – serie TV, episodi 1x1-1x2-1x3 (2010)
- Bir Kadin Tanidim – serie TV (2011)
- Kuzey Güney – serie TV, 40 episodi (2012-2013)
- Sakli Kalan – serie TV, episodi 1x2-1x3 (2014)
- Cherry Season - La stagione del cuore (Kiraz Mevsimi) – serie TV, 59 episodi (2014-2015)
- Arkadaslar Iyidir – serie TV, 10 episodi (2016)
- Istanbullu Gelin – serie TV, 87 episodi (2017-2019)
- Love Is in the Air (Sen Çal Kapimi) – serie TV, 52 episodi (2020-2021)
- Evlilik Hakkında Herşey – serie TV (2021)

## Teatro
- Istanbul'u satiyorum!, regia di Ferhan Sensoy (1987)
- Soyut padisah, regia di Ferhan Sensoy (1990)
- Sen hiç atesböcegi gördün mü?, regia di Yılmaz Erdoğan (1999)
- Bana bir seyhler oluyor, regia di Yilmaz Erdogan (2003)
- Nafile Dünya, regia di Emre Kınay (2013)
- 2'si 1 Arada, regia di Ahmet Kazanbal (2014)
- Yen, regia di Çağ Çalışkur (2017)
- Bir Yaz Gecesi Rüyası, regia di Levent Üzümcü (2017)
- Gerçek, regia di Mehmet Ergen (2018)
- Anlaşılmaz Konuşmalar, regia di Ali Altuğ (2020)

## Doppiatrici italiane
Nelle versioni in italiano dei suoi film e delle sue serie TV, Neslihan Yeldan è stata doppiata da:
- Paola Majano[11] in Cherry Season - La stagione del cuore[12], in Love Is in the Air[13]

## Riconoscimenti
- 5° Malatya Uluslararası Film Festivali (MUFF) Crystal Apricot Award
  - 2004: Vincitrice come Miglior attrice per Karinca Kapani